# Öjersjökyrkan
Öjersjökyrkan är en kyrkobyggnad belägen i Öjersjö, Partille kommun. Den tillhör Partille pastorat och är stadsdelskyrka i Furulund-Öjersjö församling i Göteborgs stift. 

## Historia
I den närliggande Furulundskyrkan planerade man genom Vision Öjersjö för en så kallad nyplantering, nämligen en ny kyrka i Öjersjö. Man fann då byggnaden Sjöatorp, som uppfördes 2002 av Saronkyrkan i Göteborg. Partille-Sävedalens kyrkliga samfällighet fick köpa den 2012 och byggnaden konsekrerades som kyrkolokal i Svenska Kyrkans ordning av biskop Per Eckerdal den 23 september 2012.

## Kyrkobyggnaden
Kyrkan är en rödmålad träbyggnad, som ligger naturskönt nära Lilla Hålsjön. Anläggningen har visat sig otillräcklig i den expanderande stadsdelen. Hösten 2018 började en utbyggnad av den befintliga gudstjänstlokalen och därtill ska ett helt nytt församlingshem uppföras bredvid kyrkan.

## Inventarier
- Dopfunt
- Altare
- Ambo